# Unternehmen Lüttich
Unternehmen Lüttich var kodenavnet for et tysk modangreb under Operation Overlord, som blev gennemført mod de amerikanske stillinger ved Mortain i Normandiet fra 7. august til 13. august 1944. (Lüttich er det tyske navn for byen Liège i Belgien, hvor tyske tropper havde vundet en sejr i begyndelsen af 1. verdenskrig.)
Angrebet blev beordret af Adolf Hitler, med det formål at eliminere de fremskridt som den amerikanske 1. armé havde opnået i Operation Cobra og de efterfølgende uger, og ved at nå frem til kysten ved Avranches i bunden af Cotentin halvøen at afskære den amerikanske 3. armé, som var trængt ind i Bretagne.
Den tyske hovedstyrke bestod af 47. panserkorps, som bestod af 1½ SS panserdivisioner og to panseridivisioner fra hæren. Selv om de trængte frem i starten overfor det amerikanske 7. korps blev de snart bremset og allierede fly tilføjede de tyske styrker alvorlige tab, og ødelagde efterhånden halvdelen af de indsatte kampvogne. Selv om kampene fortsatte i seks dage havde de amerikanske styrker overtaget initiativet i løbet af et døgn efter starten på det tyske angreb.
Som de tyske hærchefer på stedet forgæves havde advaret Hitler om, var der ikke stor chance for at angrebet ville lykkes, og koncentrationen af deres pansrede enheder i den vestlige del af fronten i Normandiet førte snart til en katastrofe, da de blev omgået mod syd og fronten mod øst brød sammen hvilket førte til at mange tyske tropper i Normandiet blev indesluttet i Falaise-lommen.

## Baggrund
Den 25. juli 1944 efter seks ugers udmattelseskrig langs den fastlåste front indledte amerikanske styrker under general Omar Bradley et angreb med kodenavnet Operation Cobra, som gennembrød de tyske stillinger nær Saint-Lô. Næsten hele den vestlige halvdel af den tyske front i Normandiet brød sammen, og den 1. august erobrede amerikanske styrker Avranches. Med erobringen af denne by ved foden af Cotentin halvøen og en intakt bro ved Pontaubault i nærheden var de amerikanske soldater nået "rundt om hjørnet" og den tyske front var ikke længere forankret ved havet mod og vest, så de amerikanske styrker kunne rykke mod vest ind i Bretagne.
3. amerikanske armé under generalløjtnant George S. Patton var blevet aktiveret samme dag. Trods tyske luftangreb mod broen i Pontaubault pressede Patton ikke mindre end syv divisioner over den i løbet af de næste tre dage, og enheder fra hans armé begyndte at trænge frem mod havnene i Bretagne stort set uden at møde modstand.
Fra den 30. juli gennemførte den 2. britiske armé et støtteangreb med betegnelsen Operation Bluecoat øst for de amerikanske hære. Mange af de tyske pansrede enheder, som var blevet sendt vest på for at stoppe det amerikanske gennembrud, blev omdirigeret for at imødegå den nye trussel. Samtidig fortsatte amerikanerne med at udvide korridoren ved Avranches. Selv om tyskerne kontrollerede det vigtige vejkryds ved Vire, blev det erobret af det amerikanske 7. korps under generalløjtnant J. Lawton Collins Mortain, 25 km øst for Avranches den 3. august.
Selv om 8. korps fortsatte med at rykke frem gennem Bretagne mod havnene i Brest og Lorient gav Bradley Patton ordre til at rykke østpå med hovedparten af 3. armé bag om den åbne tyske flanke og ind i tyskernes bagområde. Det amerikanske 15. korps rykkede i løbet af de næste tre dage 120 km frem og den 7. august nærmede de sig Le Mans, der tidligere havde været hovedkvarter for den 7. tyske armé og stadig var et vigtigt forsyningscenter.

## Tysk ledelse og beslutninger
Feltmarskal Günther von Kluge var den tyske øverstkommanderende i vest (OB West). Efter at feltmarskal Erwin Rommel var blevet såret ved et allieret luftangreb den 17. juli overtog von Kluge ledelsen af Heeresgruppe B, den enhed som udkæmpede slaget i Normandiet. Den 22. juli advarede han Hitler om at fronten var ved at bryde sammen, men Hitler fastholdt sin ordre om at stå fast.
Den 2. august sendte Hitler et direktiv til von Kluge hvor han gav ordre til "et øjeblikkeligt modangreb mellem Mortain og Avranches". General Walter Warlimont, vicestabschefen i OKW, den tyske overkommando, blev sendt til von Kluges hovedkvarter for at sikre at disse ordrer blev adlydt. Von Kluge anførte, at der ikke var chance for at det ville lykkes, og at de tyske tropper i Normandiet skulle trække sig tilbage til Seinen i en drejning med omdrejningspunkt syd for Caen, men den 4. august gav Hitler kategorisk ordre til at angrebet skulle gennemføres. Han krævede at otte af de ni panserdivisoner i Normandiet skulle indsættes i angrebet, samt at Luftwaffe skulle indsætte alle sine reserver, herunder 1.000 jagerfly. Ifølge Hitler var der tre ting, som skulle opfyldes for at angrebet kunne gennemføres. "Von Kluge skal tro på det. Han må være i stand til at afsende tilstrækkelige panserstyrker fra hovedfronten i Normandiet til at skabe en effektiv slagstyrke og han må opnå et overraskelsesmoment".
Selv om de havde fået ordre på at vente "indtil alle kampvogne, kanoner og fly var samlet" besluttede von Kluge og SS general Paul Hausser, som havde kommandoen over 7. armé, som holdt den vestlige del af fronten, at angribe så hurtigt som muligt, inden den generelle situation blev yderligere forværret. Hovedangrebet blev udført af 47. panserkorps under ledelse af general Hans Freiherr von Funck. I stedet for otte panserdivisioner kunne fire (heraf en af dem delvis) frigøres fra deres defensive opgaver og samledes i tide. 2., dvs. 116. 2. SS og dele af 1. SS panserdivision med omkring 300 kampvogne i alt. Panserkorpset blev understøttet af to infanteridivisioner og fem kampgrupper, som blev dannet af resterne af panserlehrdivisionen og fire ligeså anslagne infanteridivisioner.
Von Kluge gav ordre til at angrebet skulle igangsættes i natten mellem den 6. og 7. august. For at undgå at de amerikanske styrker blev advaret om angrebet ville der ikke komme et forudgående artilleriangreb. Det var meningen at ramme den 30. amerikanske infanteridivision under ledelse af generalmajor Leland S. Hobbs, øst for Mortain, og derpå gennembryde de amerikanske forsvarsstillinger og nå ud til kysten. Var det blevet en overraskelse kunne angrebet godt være lykkedes, men allierede kodeknækkere havde opsnappet og afkodet ordren om Unternehmen Lüttich den 4. august. Som følge heraf kunne Bradley sikre sig luftstøtte fra såvel den amerikanske 9. luftflåde og RAF.

## Tyske angreb
Klokken 22 den 6. august rapporterede von Funck, at hans tropper endnu ikke var samlet og at lederen af 116. panserdivision "havde bragt rod i tingene". Rent faktisk havde denne officer (Gerhard von Schwerin) været så pessimistisk overfor operationen, at han end ikke havde givet sine kampvognsenheder ordre om at deltage. Denne forsinkelse bragte uorden i det tyske angreb, men på den tyske venstre fløj angreb SS pansertropperne den amerikanske 30. infanteridivision øst for Mortain kort efter midnat. Tyskerne opnåede en midlertidig overraskelse, da efterretningsmeddelelserne om det umiddelbart forestående angreb havde nået den 1. amerikanske arme for sent til at tropperne kunne nå at blive alarmeret. De erobrede en overgang Mortain, men kunne ikke gennembryde 30. divisions linjer, og 2. bataljon af 120. infanteriregiment sad på Hill 314, som dominerede terrænet omkring Mortain. Selv om de var afskåret blev de forsynet via faldskærm. Af de 700 mand, som forsvarede stillingen indtil den 12. august blev over 300 dræbt.
Mod nord angreb 2. panserdivision nogle timer senere i retning mod sydvest i retning af Mortain, og det lykkedes at gennembryde den amerikanske front til en dybde af adskillige kilometer inden den blev stoppet af den 35. amerikanske infanteridivision og en kampstyrke fra 3. pansrede division blot tre km inden Avranches. Den tyske hærledelse gav ordre til at angrebene skulle genoptages før middag, så Avranches kunne blive erobret.

### Allierede luftangreb – offensiven går i stå
Ved middagstid den 7. august var morgentågen forsvundet og et stort antal allierede fly dukkede op over slagmarken. (På grund af det forudgående kendskab til angrebet gennem Ultra var 9. luftstyrke blevet forstærket af RAF's 2. taktiske luftstyrke.) Trods forsikringer fra Luftwaffe om at de tyske styrker ville have tilstrækkelig flystøtte, fik de allierede fly hurtigt kontrol over hele luftrummet over Mortain. Luftwaffe rapporterede, at dets jagere var i kamp med allierede fly fra det øjeblik de lettede, og var ude at stand til at nå frem til slagmarken. I det åbne land øst for Mortain blev de tyske kampvogne udsatte mål, især for luft-jord raketterne fra Hawker Typhoon jagerne fra RAF. Tyske kampvognsstyrker led alvorlige tab i løbet af den 7. august til allierede fly, hvilket i alvorlig grad svækkede offensiven.

## Amerikanske modtræk
I løbet af den 7. august havde amerikanske tropper fortsat deres pres sydpå ved Vire, på højre flanke af det tyske angreb. Den tyske 116. panserdivision, som skulle rykke frem i dette område, blev i stedet tvunget tilbage. Om eftermiddagen fornyede 1. SS og 116. panserdivision deres angreb, men flankerne på stillingerne ved Mortain var blevet afskærmet hvilket betød at det amerikanske 7. korps kunne stoppe den tyske fremrykning.
I mellemtiden havde Bradley sendt to pansrede kampenheder mod tyskernes sydlige (venstre) flanke. Den 8. august angreb den ene af dem (fra 2. pansrede division) to tyske panserdivisioner i ryggen. Selv om kampene ved Mortain fortsatte i flere dage, var der ikke længere udsigt til en tysk succes. Tyskerne udstedte ordrer om at gå i defensiven langs hele fronten, men dårligt kommunikerede ordrer medførte at dette var umuligt at gennemføre, da nogle tyske enheder trak sig tilbage mens andre forberedte sig på at stå fast.
Da den 1. amerikanske armé gennemførte modangreb mod tyske enheder nær Mortain rykkede enheder fra general Pattons 3. armé gennem åbent land syd for de tyske arméer uden af møde modstand og nærmede sig Le Mans den 8. august. Samme dag angreb 1. canadiske armé de svækkede tyske stillinger syd for Caen i Operation Totalize og truede med at bryde igennem til Falaise, selv om dette angreb gik i stå efter to dage. I desperation gav Hitler ordre til at angrebene ved Mortain skulle genoptages med større styrke, og krævede at 9. panserdivision, omtrent den eneste enhed, der stod i vejen for Pattons fremrykning mod øst fra Le Mans, skulle overføres til Mortain og tage del i angrebet. General Heinrich Eberbach, chefen for 5. panserarme fik ordre til at etablere et nyt hovedkvarter med betegnelsen "Panzer Group Eberbach", der skulle lede den fornyede offensiv. Von Kluge, som frygtede, at Gestapo ville anklage han for at have deltaget i 20. juli-attentatet, godkendte denne selvmorderiske ordre. Eberbachs planlagte modangreb blev hurtigt overhalet af begivenhederne og blev aldrig iværksat.

## Efterspil
Den 13. august var offensiven gået helt i stå og de tyske styrker blev drevet ud af Mortain. De involverede panserdivisioner mistede over 150 af deres kampvogne ved allierede modangreb og luftangreb – næsten halvdelen af de som blev indsat i slaget. Mens Hitler gav de tyske styrker i Normandiet ordre til at holde stand, svingede de amerikanske 7. og 15. korps øst og nordpå mod Argentan. Det tyske angreb mod vest efterlod 7. armé og 5. panserarme i fare for at blive omringet af allierede styrker. Mens amerikanske styrker rykkede frem mod Argentan, rykkede britiske og canadiske tropper mod Falaise i Operation Totalize og truede med at afskære begge arméer i den opståede Falaise-lomme.
Selv om de amerikanske tab i Unternehmen Lüttich var væsentligt lavere end i de foregående operationer var visse sektorer, først og fremmest de stillinger som blev holdt af 30. infanteridivision ved Mortain ramt af store tab. Alene den 7. august blev omtrent 1.000 mand fra 30. division dræbt. Estimater over de amerikanske tab i perioden 6. august – 13. august svinger på mellem 2.000 – 3.000 døde, og et ukendt antal sårede.
Den 14. august indledte canadiske styrker Operation Tractable, som blev gennemført i sammenhæng med amerikanske bevægelser nord på til Chambois. Den 19. august fik en brigade fra den 1. polske pansrede division forbindelse til 90. amerikanske infanteridivision så 150.000 tyske tropper blev afskåret i lommen. Den 21. august var tyske forsøg på at genåbne lommen blevet afvist, og 50.000 tropper overgav sig til allierede styrker, hvilket i praksis betød at den tyske 7. armé holdt op med at eksistere.